# カロルス・クルシウス

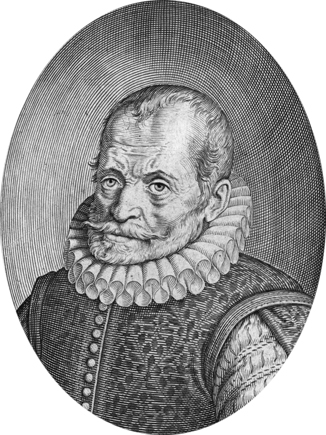
Charles de l'Écluse

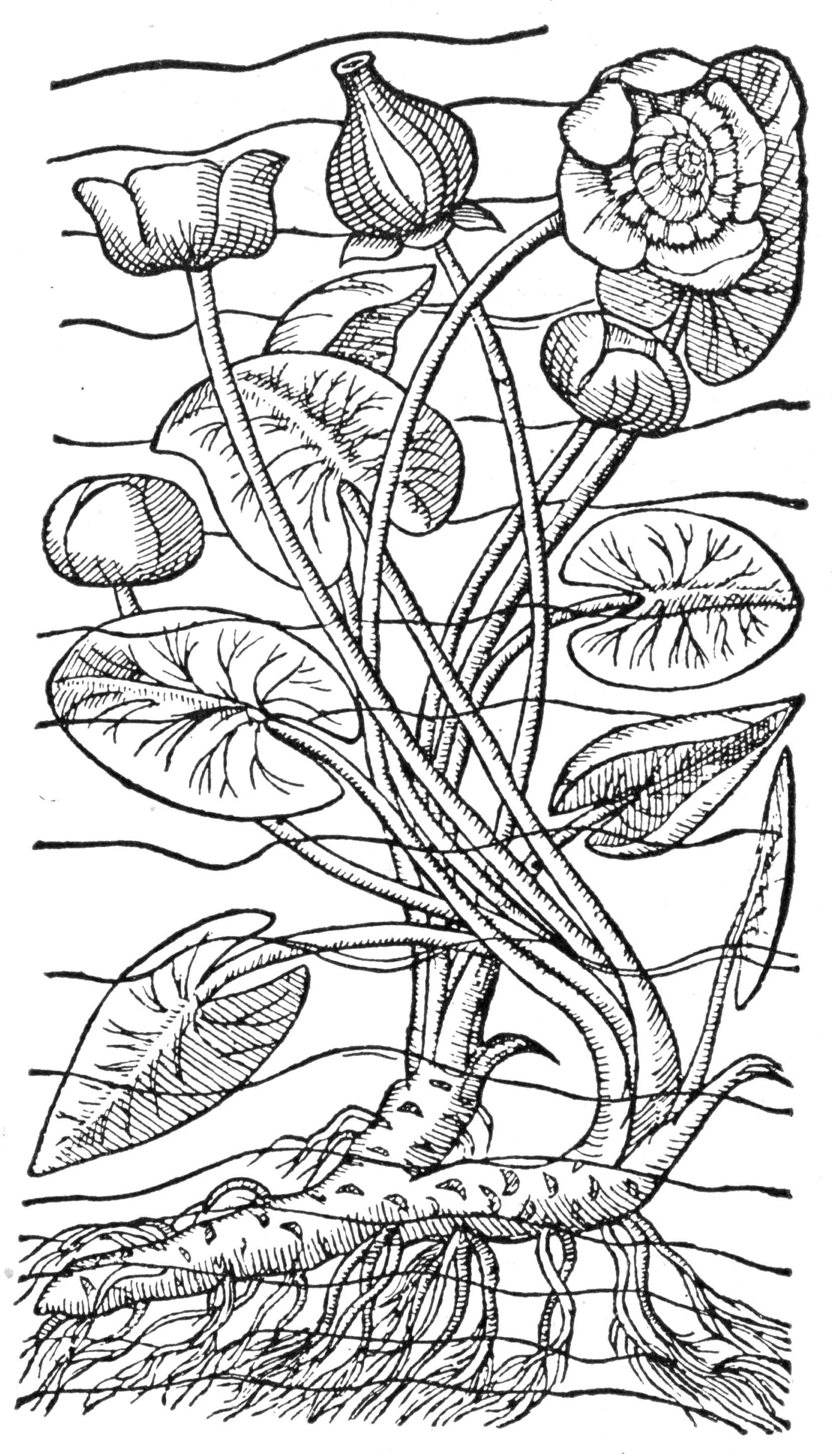
Rariorum plantarum historiaの図版（スイレン）

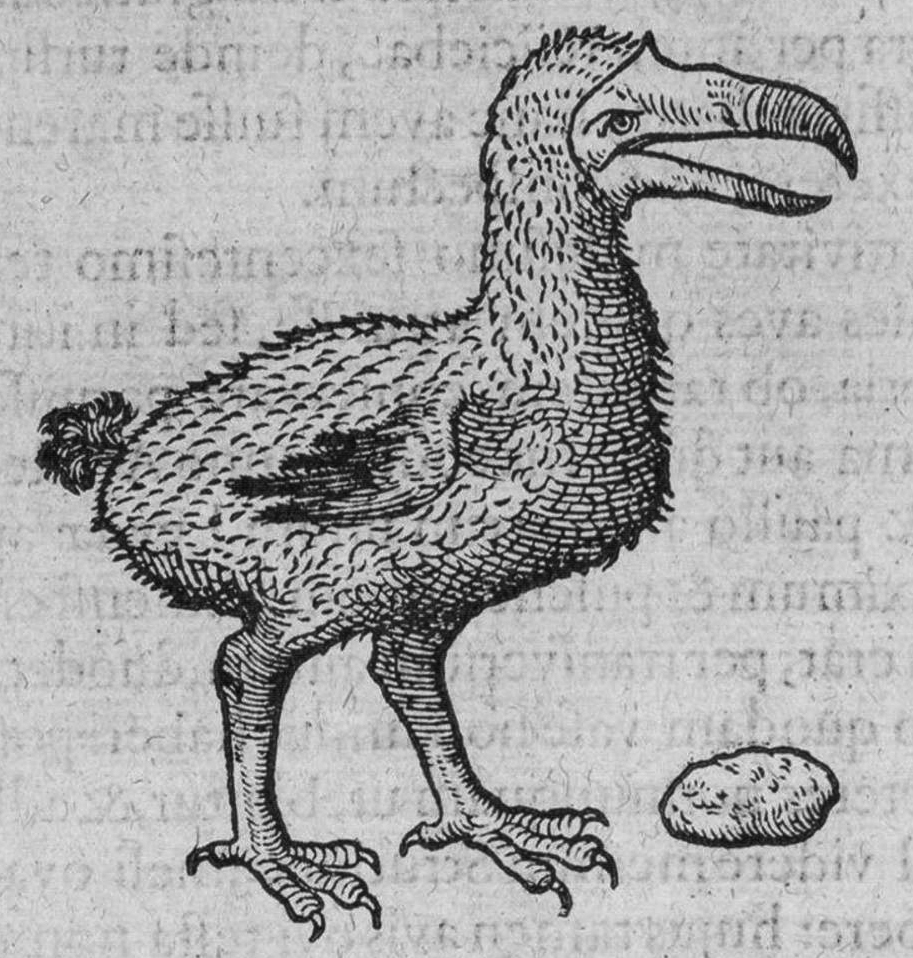
クルシウスのドードーの図の模写

カロルス・クルシウス（Carolus Clusius）またはシャルル・ド・レクリューズ（Charles de l'Écluse, L'Escluse、1526年2月19日 - 1609年4月4日）は、フランス生まれのフランドルの医師、植物学のパイオニアである。16世紀の園芸に対して最も影響力のあった植物学者である。

## 略歴
フランスのアラスで生まれた。モンペリエで、有名な医師、ギヨーム・ロンドレ（Guillaume Rondelet）と学んだが、医師となることはなかった。1573年に、ウィーンのマクシミリアン2世の薬園に雇われたが、1576年にルドルフ2世の即位後間もなく解雇された。1580年代の末頃から、フランクフルトに住んだ後、1593年10月、ライデン大学の教授に任じられ、ヨーロッパ最初の公営植物園のひとつであるライデン大学植物園（Hortus Academicus）の設立に尽力し、詳細な植栽の記録を残した。
園芸の世界でクルシウスが記憶されるのは学問的な面のほかに、チューリップの品種改良や栽培によってヨーロッパにチューリップ・バブルをもたらす切っ掛けをつくったこともある。
1557年にアントワープで、レンベルト・ドドエンスの『植物誌』のフランス語訳を出版したのが、最初の著書で、その後、アントワープの植物関係の出版人と協力して、図版入りの多くの著作を出版した。クルシウスの名で出版された著書のうち Rariorum aliquot stirpium per Hispanias observatarum historia (1576)はスペインの花についての最初の著作であり、 Rariorum stirpium per Pannonias observatorum Historiae (1583)は、オーストリアとハンガリーの高山植物についての最初の著書であった。Rariorum plantarum historia (1601) は中央ヨーロッパのキノコの研究を加えた。
クルシウスはマクシミリアン2世の後援をうけて、オーストリアの植物を研究するために、高山に登った最初の植物学者であった。シュネーベルクの登山記録は文書に残された最古の登山記録でもあった。クルシウスの高山植物研究から多くの植物の学名にクルシウスの名前が命名された。例としてはGentiana clusii、Potentilla clusiana、Primula clusianaなどである。オトギリソウ科（Clusiaceae）もクルシウスの名前が命名された。 

## クラシウスの著書
- 1557: レンベルト・ドドエンス, Histoire des plantes: オランダ語からフランス語への翻訳
- 1567: Garcia de Orta, Aromatum et simplicium aliquot medicamentorum apud Indios nascentium historia: ポルトガル語からラテン語訳
- 1574: Nicolás Monardes, De simplicibus medicamentis ex occidentali India delatis quorum in medicina usus est:スペイン語からラテン語訳
- 1579: Simplicium medicamentorum ex novo orbe delatorum, quorum in medicina usus est, historiaの翻訳
- 1576: Rariorum aliquot stirpium per Hispanias observatarum historia
- 1582: Garcia de Orta と Nicolás Monardes, の著書の翻訳にクリストヴァン・アコスタの Tractado de las drogas y medicinas de las Indias orientales を追加した編集
- 1593: 上記の改訂版
- 1583: Rariorum stirpium per Pannonias observatorum Historiae
- 1601: Rariorum plantarum historia
- 1605: Exoticorum libri decem -Garcia de Orta、Nicolás Monardes、クリストヴァン・アコスタの著書を編集した最終改訂版。

- 翻訳されたクラウシウスの著作
- 1589: Dell'historia dei semplici aromati et altre cose che vengono portare dall'Indie Orientali pertinente all'uso della medicina ... di Don Garzia dall'Horto. （Annibale Brigantiによってイタリア語訳されたClusiusの編集したGarcia de Ortaと Nicolás Monardesの著作
- Clusius, Carolus. A treatise on tulips. W. van DijkによってRariorum plantarum historia of 1601が1951年に翻訳された。